# Rio de San Moisè

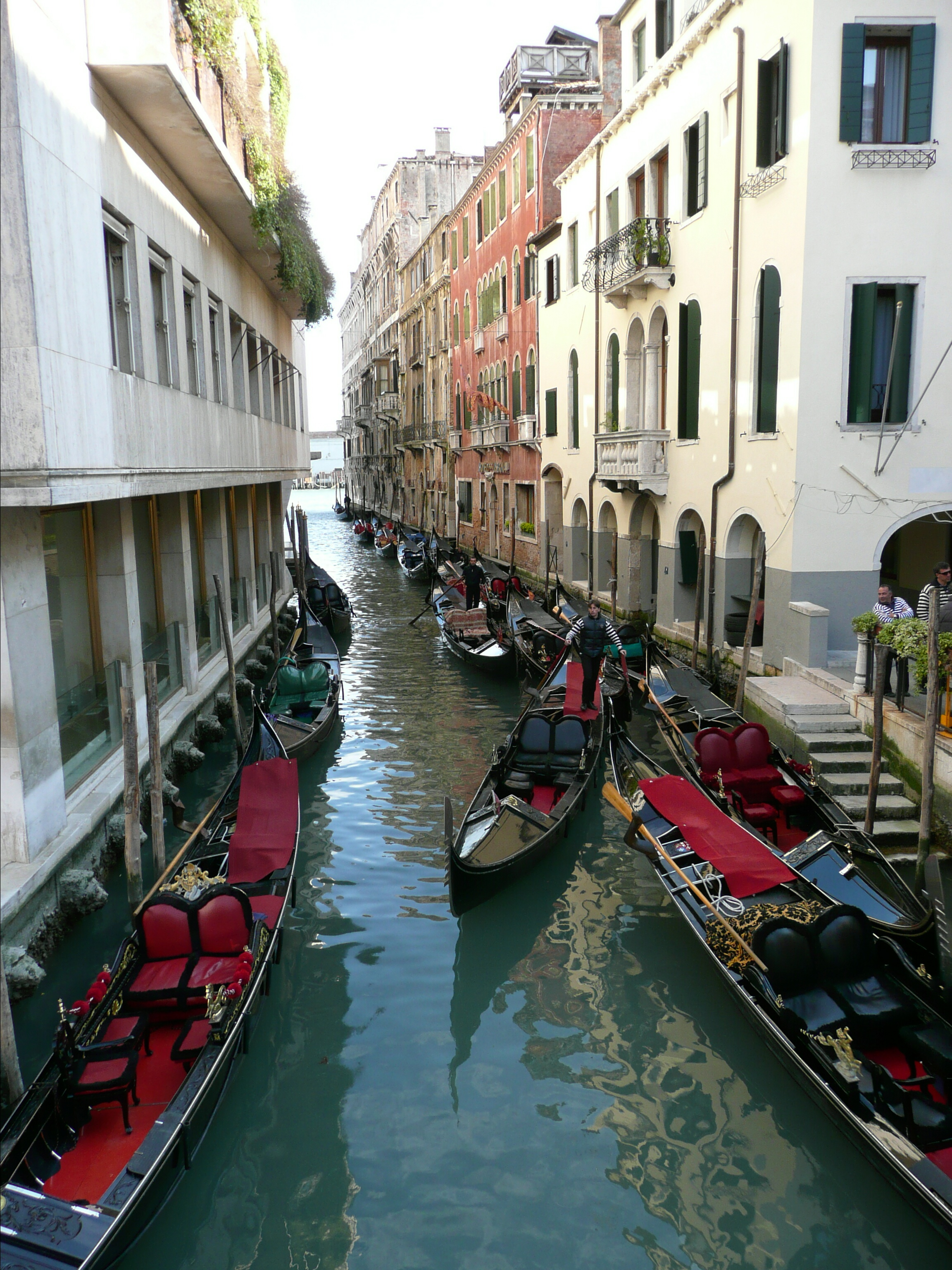
Rio de San Moisè văzut de pe podul S.Moisè înspre Canal Grande.

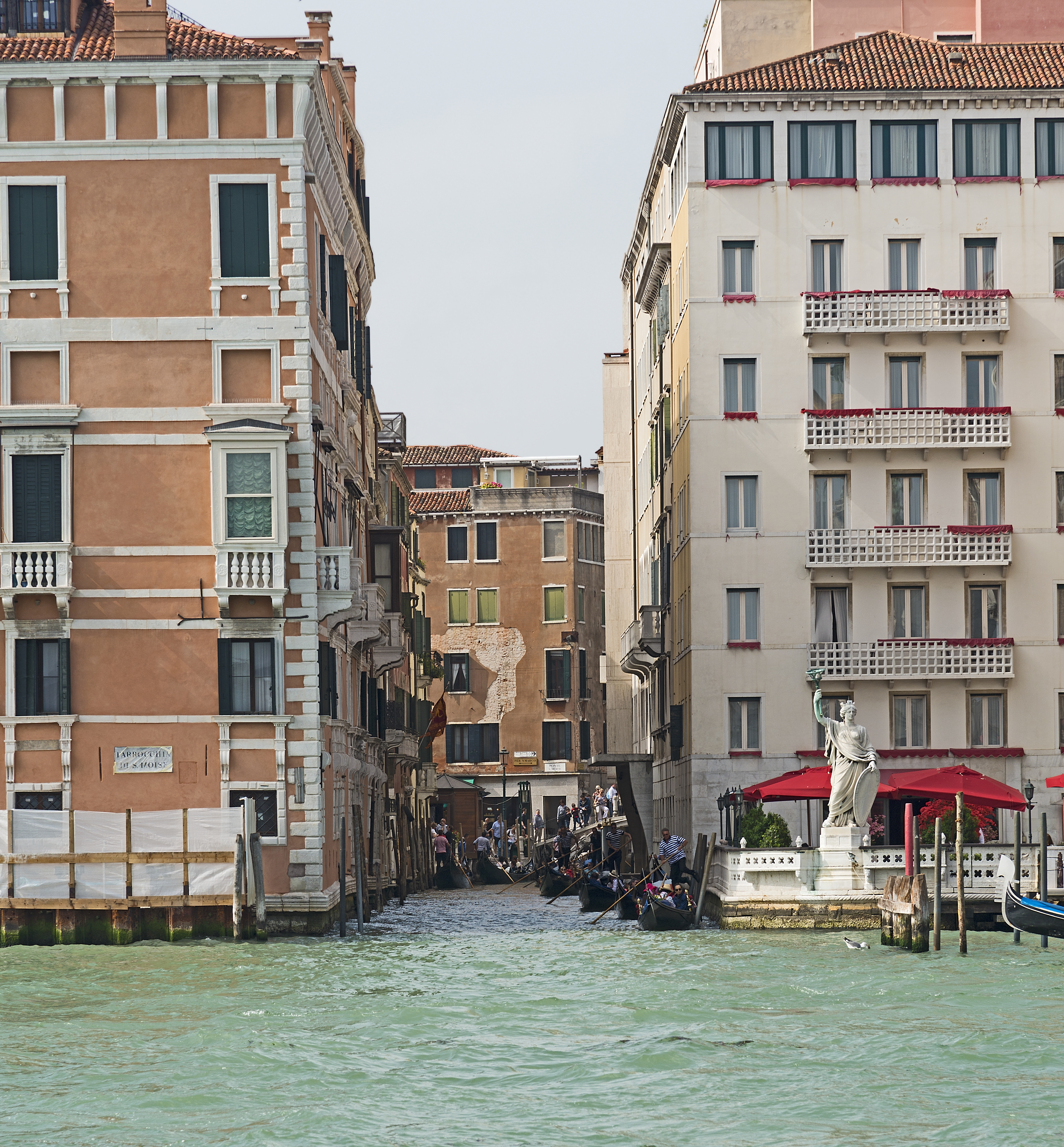
Vărsarea canalului în Canal Grande.

Rio di (sau de) San Moisè (canalul Sfântului Moise) este un canal din Veneția în sestiere San Marco.

## Origine
Numele canalului provine de la biserica San Moisè, al cărei campo se află pe malurile canalului.

## Descriere
Rio de San Moisè are o lungime de aproximativ 180 de metri. El se formează la confluența dintre rio dei Barcaroli și rio delle Veste și curge în direcția sud, apoi se varsă în Canal Grande.

## Localizare
- El traversează vechea contrada San Moisè. Calle larga este dedicată zilei de  22 martie 1848, dată la care austriecii au fost alungați din Veneția. Ea a fost lărgită în 1880 de primarul Dante di Serego Allighieri.
- Rio de San Moisè se varsă în Canal Grande între palatul Barozzi și Hotelul Bauer.

## Pod

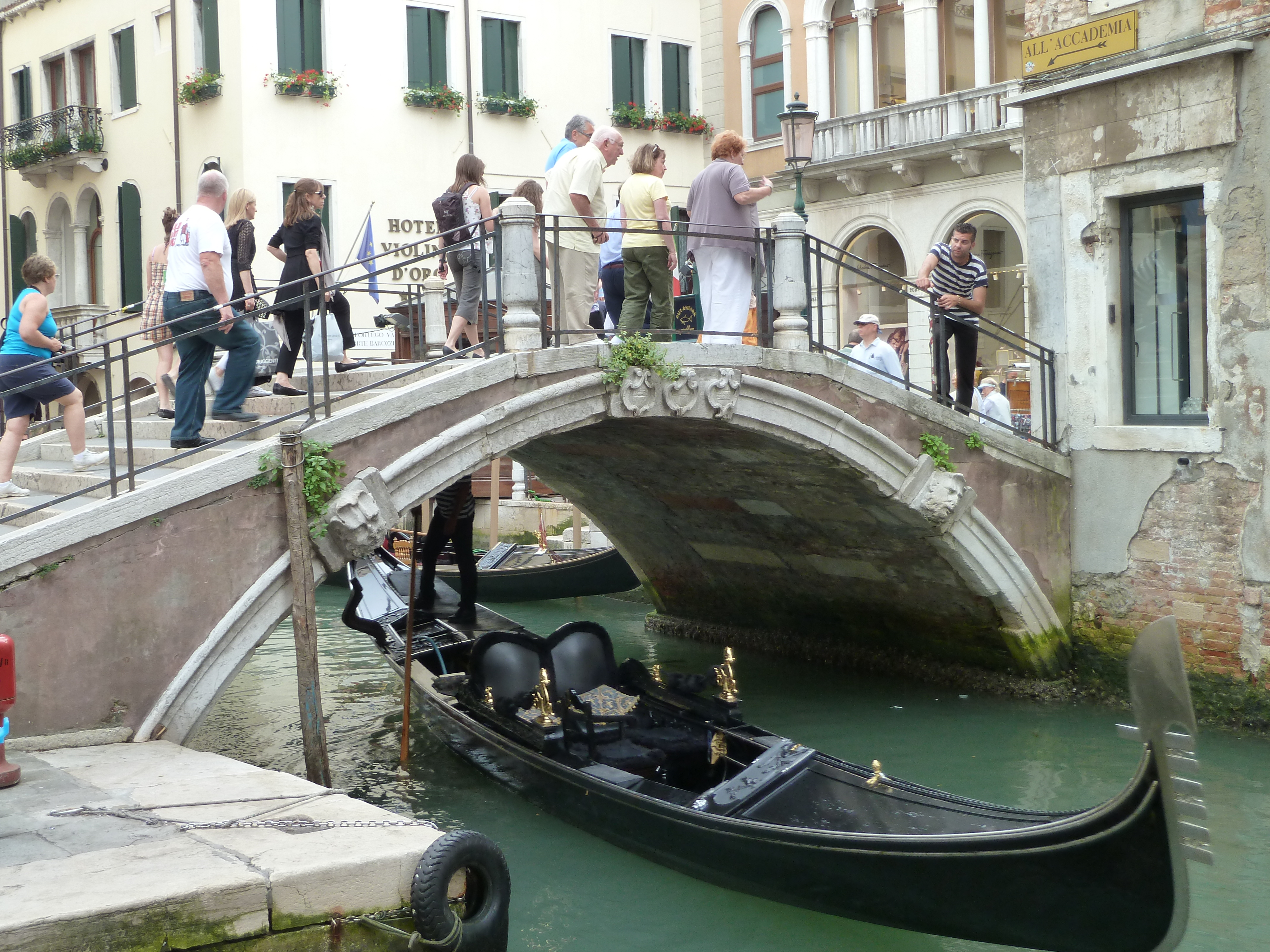
Podul San Moisè.

Canalul este traversat de un singur pod:
- Podul San Moisè care face legătura între Campo de San Moisè și campiello Barozzi și calle Larga XXII Marzo